# 竜田村 (福島県)
竜田村（たつたむら）は、昭和31年（1956年）まで福島県双葉郡の東南部に存在していた村。現在の双葉郡楢葉町北部にあたる。

## 地理
- 山：郭公山 (448m)
- 河川：木戸川

## 沿革
- 明治22年（1889年）4月1日 - 町村制施行にともない、北田村・大谷村・井出村・上繁岡村・下繁岡村・波倉村の計6か村が合併して楢葉郡竜田村が発足。村名は井出村にある竜田神社に由来する。
- 明治29年（1896年）4月1日 - 楢葉郡と標葉郡が合併して双葉郡が発足。双葉郡竜田村となる。
- 昭和31年（1956年）9月1日 - 木戸村と合併し、楢葉町となる。

## 行政
- 歴代村長

| 代 | 氏名         | 就任                       | 退任                       | 備考 |
| -- | ------------ | -------------------------- | -------------------------- | ---- |
| 1  | 平松憲貞     | 明治22年（1889年）8月26日  | 明治23年（1890年）3月14日  |      |
| 2  | 草野幾右衛門 | 明治23年（1890年）5月24日  | 明治24年（1891年）1月28日  |      |
| 3  | 猪狩榮吉     | 明治24年（1891年）2月2日   | 明治25年（1892年）3月25日  |      |
| 4  | 山内金作     | 明治25年（1892年）5月5日   | 明治26年（1893年）11月11日 |      |
| 5  | 坂本傳七     | 明治27年（1894年）3月24日  | 明治27年（1894年）9月18日  |      |
| 6  | 橋本英馬     | 明治27年（1894年）12月14日 | 明治29年（1896年）2月17日  |      |
| 7  | 草野幾右衛門 | 明治29年（1896年）4月29日  | 明治35年（1902年）11月3日  | 再任 |
| 8  | 橋本萬助     | 明治35年（1902年）11月22日 | 明治37年（1904年）3月30日  |      |
| 9  | 久保田常助   | 明治37年（1904年）5月7日   | 明治38年（1905年）8月17日  |      |
| 10 | 山内金作     | 明治38年（1905年）11月24日 | 明治40年（1907年）8月20日  | 再任 |
| 11 | 新妻保之助   | 明治40年（1907年）9月16日  | 大正2年（1913年）12月23日  |      |
| 12 | 草野幾右衛門 | 大正3年（1914年）1月16日   | 大正5年（1916年）1月10日   | 三任 |
| 13 | 小松幹夫     | 大正5年（1916年）3月9日    | 大正7年（1918年）2月28日   |      |
| 14 | 大和田庄吉   | 大正7年（1918年）7月24日   | 大正8年（1919年）5月       |      |
| 15 | 草野長喜     | 大正8年（1919年）12月21日  | 大正9年（1920年）7月       |      |
| 16 | 小松幹夫     | 大正9年（1920年）7月       | 大正11年（1922年）12月5日  | 再任 |
| 17 | 山内左内     | 大正11年（1922年）12月25日 | 大正12年（1923年）6月17日  |      |
| 18 | 青木郁也     | 大正13年（1924年）1月13日  | 昭和3年（1928年）1月       |      |
| 19 | 松本与吉     | 昭和3年（1928年）1月       | 昭和3年（1928年）3月       |      |
| 20 | 新妻保之助   | 昭和3年（1928年）3月       | 昭和6年（1931年）3月       | 再任 |
| 21 | 山内元吉     | 昭和6年（1931年）3月23日   | 昭和7年（1932年）3月       |      |
| 22 | 久保田清     | 昭和7年（1932年）4月1日    | 昭和11年（1936年）4月      |      |
| 23 | 新妻堅吉     | 昭和11年（1936年）4月25日  | 昭和19年（1944年）4月      |      |
| 24 | 小松亀太郎   | 昭和19年（1944年）4月      | 昭和20年（1945年）9月      |      |
| 25 | 渡辺達弥     | 昭和20年（1945年）11月     | 昭和26年（1946年）4月      |      |
| 26 | 猪狩秀玄     | 昭和26年（1951年）4月30日  | 昭和31年（1956年）8月31日  |      |

## 教育
- 竜田村立竜田小学校
  - 竜田村立竜田小学校乙次郎分校
  - 竜田村立竜田小学校所布分校
- 竜田村立竜田中学校

## 交通

### 鉄道
- 国鉄常磐線：竜田駅

### 道路
- 国道6号